# Vilalba
Vilalba település Spanyolországban, Lugo tartományban. Vilalba Abadín, Cospeito, Begonte, Guitiriz, Xermade és Muras községekkel határos. Lakosainak száma 13 787 fő (2024).

## Népesség
A település népessége az elmúlt években az alábbi módon változott:
| Lakosok száma | 15 623 | 15 484 | 15 358 | 15 437 | 15 116 | 14 788 | 14 354 | 14 072 | 13 881 | 13 787 |
|               | 2001   | 2004   | 2007   | 2009   | 2012   | 2014   | 2017   | 2019   | 2022   | 2024   |